# 悲秋賦樂團
悲秋賦樂團，英文Last Autumn's Dream，由前歐洲合唱團的主唱兼鍵盤手 Mikael Erlandsson與吉他手 Andy Malecek、原歐洲合唱團的貝斯手John Leven、鍵盤手Mic Michaeli、鼓手Ian Haugland 所組成。
2003年他們推出了首張同名專輯。之後歐洲合唱團重組，新團員 Marcel Jacob、Jamie Borger與 Thomas Lassar 加入。2005年發行第二張專輯《第二秋》。
《第二秋》發行後，Thomas Lassar 離開樂團。之後他們分別在2006年與2007年推出《天堂的嚴冬》與《土星銀河鐵道》兩張專輯。
2007年6月6日，樂團在日本發行首張精選輯《Impressions: The Very Best of LAD》。2007年9月30日，樂團前往德國路德維希堡，與Joe Lynn Turner、Stan Bush、White Wolf、Soul Doctor、Human Zoo、Danger Danger一同參加「United Forces Of Rock」搖滾音樂季。
2008年2月22日，樂團在日本發行第五張錄音室專輯《影子狩獵》與現場專輯《Live in Germany 2007》。
2009年7月21日，貝斯手Marcel Jacob去世。
2010年新專輯《觸動天際》發行。

## 樂團成員

### 現任團員
- Mikael Erlandsson - 主唱、鍵盤
- Andy Malecek - 吉他
- Jamie Borger− 鼓
- Nalley Pahlsson − 貝斯

### 前任團員
- Mic Michaeli - 鍵盤
- Ian Haugland - 鼓
- John Levén - 貝斯
- Thomas Lassar - 鍵盤
- Marcel Jacob − 貝斯(2009/7/21去世)

## 音樂作品
- 《同名專輯》（Last Autumn's Dream） (2003)
- 《第二秋》（II） (2005)
- 《天堂的嚴冬》（Winter in Paradise） (2006)
- 《土星銀河鐵道》（Saturn Skyline） (2007)
- 《Impressons: The Very Best of LAD》 (日本ONLY) (2007)
- 《影子狩獵》（Hunting Shadows） (2008)
- 《Live in Germany 2007》(2008)
- 《Impressons: The Very Best of LAD》 (德國) (2008)
- 《捕夢網》（Dreamcatcher） (2009)
- 《觸動天際》（A Touch Of Heaven）(2010)
- 《YES》（YES）(2011)
- 《Ten Tangerine Tales》 (2012)
- 《Level Eleven》 (2014)

## 外部連結
- 台灣發行廠牌
- 悲秋賦樂團的MySpace主頁
- Marcel Jacob 官方網站
- Jamie Borger 官方網站